# Neolitska arhitektura
Neolitska arhitektura se nanaša na objekte, ki zajemajo bivališča in zavetišča od približno 10.000 do 2000 pr. n. št. V jugozahodni Aziji se neolitske kulture pojavijo kmalu po 10.000 pr. n. š., sprva v Levantu (pred-keramični neolitik A in pred-keramični neolitik B) in od tam na vzhod in zahod. Zgodnje neolitske strukture in stavbe najdemo v jugovzhodni Anatoliji, Siriji in Iraku do leta 8000 pr. n. št., ko so se kmetijske družbe prvič pojavile v jugovzhodni Evropi okoli 7000 pr. n. št. (od tega so najstarejši kulturni kompleksi Starčevo-Körös-Cris, kultura linearne trakaste keramike in Vinčanska kultura.

## Bivališča
Neolitski narodi v Levantu, Anatoliji, Siriji, severni Mezopotamiji in srednji Aziji so bili veliki graditelji, ki so za gradnjo hiš in vasi uporabljali blatno na soncu sušeno opeko. Na Çatalhöyük so bile hiše ometane in poslikane z dovršenimi prizori človeka in živali.
V Evropi je bila neolitska dolga hiša z lesenim okvirjem, poševno slamnato streho in zidovi, zgrajenimi iz prepleta šibja in zametana z blatom, lahko zelo velika, domnevno, je v njej živela vsa razširjena družina. Vasi so lahko imele le nekaj takih hiš.
Neolitska kolišča so bila izkopana na Švedskem (Alvastra) in na območju Alp. Najdena so bila na območju jezer v Franciji, Nemčiji, Italiji, Sloveniji in Švici. Ostanki teh naselbin so bili leta 2011 vpisani v register Unescove kulturne dediščine v sklopu serijske nominacije »Prazgodovinska koliščarska naselja okrog Alp«.. Zgodnji arheologi, kot je Ferdinand Keller, so mislili, da tvorijo umetne otoke, podobno kot škotski Crannogi, danes pa je jasno, da je bila večina naselij na obalah jezer in je bila kasneje le poplavljena. Obnovljena kolišča so prikazana v muzejih na prostem. 
V Romuniji, Moldaviji in Ukrajini so neolitska naselja vključevala strukture s slamnatimi strehami in tlemi iz hlodov, pokritih z glino. Takrat je bil razvit slog hišne gradnje tipa burdei (delno vkopana), ki so ga Romuni in Ukrajinci še uporabljali do 20. stoletja.
Neolitska naselja in "mesta" so med drugim:
- Göbekli Tepe v Turčiji, ca. 9000 pr. n. št.
- Antični Jeriho v Levantu, neolitik iz okoli 8350 pr. n. št., ki izhaja iz starejše epipaleolitske natufske kulture
- Nevalı Çori v Turčiji, pribl. 8000 pr. n. št.
- Çatalhöyük v Turčiji, 7500 pr. n. št.
- Mehrgarh v Pakistanu, 7000 pr. n. št.
- Knap of Howar in Skara Brae, Orkneyjski otoki, Škotska, od 3500 pr. n. št.
- več kot 3000 naselbin Cucutensko-tripiljske kulture, nekatere s populacijo do 15.000 prebivalcev, je cvetelo v današnji Romuniji, Moldaviji in Ukrajini od 5400 do 2800 pr. n. št.

## Grobnice in obredni spomeniki
Izdelali so tudi grobnice za mrtve. Te grobnice so še posebej številne na Irskem, kjer jih je še več tisoč. Neolitski ljudje na Britanskih otokih so gradili dolge gomile in grobnice s komorami za svoje mrtve, henge in razne krožne spomenike.

### Megalitska arhitektura
V neolitiku so nastajali tudi megaliti v Evropi in Sredozemlju. Ti spomeniki vključujejo megalitske grobnice, templje in več struktur neznane funkcije. Arhitekturo grobnice običajno zlahka odlikuje prisotnost človeških ostankov, ki so bili prvotno pokopani, pogosto s prepoznavnim namenom. Druge strukture so lahko imele mešano uporabo, ki je zdaj pogosto označena kot verska, ritualna, astronomska ali politična. Sodobno razlikovanje med različnimi arhitekturnimi funkcijami, po katerih jih danes poznamo, zdaj otežuje razmišljanje o nekaterih megalitskih strukturah kot večnamenskih točkah družbeno-kulturnega središča. Takšne strukture bi služile mešanici družbeno-ekonomskih, ideoloških, političnih funkcij in dejansko estetskim idealom.
Megalitske strukture Ġgantija, Tarxien, Ħaġar Qim, Mnajdra, tempelj Ta' Ħaġrat, Skorba in manjše satelitske stavbe na Malti in Gozu, ki se pojavljajo v svoji sedanji obliki okoli leta 3600 pr. n. št. predstavljajo enega prvih primerov popolnoma razvitega arhitekturnega izraza, v katerem se estetika, lokacija, oblikovanje in inženiring zlivajo v samostojne spomenike. Stonehenge, druga znana stavba iz neolitika je bila kasnejša, 2600 in 2400 pr. n. št. peščenjakovimi kamni in morda 3000 pr. n. št. z modrimi kamni, preoblikovana v obliko, ki jo tako dobro poznamo. Na vrhuncu je neolitska arhitektura označila geografski prostor; njihova trajna monumentalnost je utelešala preteklost, morda sestavljena zaradi spominov in opominov.
Na osrednjem Sredozemlju je okoli leta 3600 pr. n. št. na Malti nastala tudi podzemna oblika arhitekture. Na Hipogej Ħal-Saflieni so prebivalci Malte izkopali podzemni pokopališki kompleks, v katerem so bili površinski arhitekturni elementi uporabljeni za krasitev niza prostorov in vhodov. Tu se je najzgodneje pojavil prvi znani skeuomorfizem na svetu (ornament ali motiv na predmetu, kopiranem iz oblike predmeta, ko je izdelan iz drugega materiala ali z drugimi tehnikami, kot imitacija kovinske zakovice, ki je na ročajih prazgodovinske keramike). Ta arhitekturna naprava je pomagala definirati estetiko podzemlja v smislu, ki je dobro znana v večjih megalitih. Na Malti in Gozu sta površinska in podzemna arhitektura definirali dva svetova, ki bi se kasneje v grškem svetu manifestirali v mitu o Hadu in svetu živih. Na Malti se torej srečujemo z neolitsko arhitekturo, ki očitno ni popolnoma funkcionalna, ampak je bila konceptualna pri oblikovanju in namenu.

## Druge strukture
Zgodnje neolitske vodnjake iz kulture linearne keramike so našli v osrednji Nemčiji blizu Leipziga. Te strukture so zgrajene v lesu z zapletenimi lesnimi spoji na robovih in so bile datirane med 5200 in 5100  pr. n. št.
Iz tega časa izvira tudi najstarejša znana inženirska cesta, Sweet Track (Sweetova pot), starodavna pot, nasip s cesto na Somersetski ravnici blizu Glastonburyja v Angliji.